# Vladimir Kasaj
Vladimir Kasaj (ur. 11 października 1951 w Tiranie, zm. 7 listopada 2021 tamże) – albański reżyser.

## Życiorys
Przez trzy lata kształcił się w Instytucie Kinematografii w Bukareszcie. Po kryzysie w relacjach albańsko-sowieckich powrócił do Tirany i dokończył studia z zakresu reżyserii na wydziale dramatu Instytutu Sztuk w Tiranie. Po studiach, w 1976 rozpoczął współpracę ze Studiem Filmowym Nowa Albania (alb. Kinostudio Shqipëria e Re) jako asystent reżysera Dhimitra Anagnostiego i Spartaka Pecaniego. W 1979 rozpoczął współpracę z telewizją, dla której zrealizował swój pierwszy samodzielny film – Dni, które przyniosły wiosnę. W filmie Noc listopadowa wystąpił także w roli scenarzysty.
Oprócz spektakli teatralnych dla telewizji zrealizował także sześć filmów fabularnych.

## Filmografia
- 1979: Dni, które przyniosły wiosnę
- 1979: Noc listopadowa (jako reżyser i scenarzysta)
- 1982: Ogień w górach
- 1986: Czarna teczka
- 1986: Zawierucha w górach
- 1988: Rekonstrukcja